# Torre-serona
Torre-serona  (spanisch Torreserona) ist eine katalanische Gemeinde (Municipio) mit 435 Einwohnern (Stand: 2024) in der Provinz Lleida im Nordosten Spaniens. Sie ist Teil der Comarca Segrià. 

## Geographie
Torre-serona liegt etwa sieben Kilometer nördlich vom Stadtzentrum von Lleida in einer Höhe von ca. 195 m. 

## Einwohnerentwicklung
| 1900 | 1930 | 1950 | 1970 | 1981 | 1991 | 2001 | 2011 | 2021 |
| ---- | ---- | ---- | ---- | ---- | ---- | ---- | ---- | ---- |
| 256  | 337  | 317  | 306  | 294  | 304  | 336  | 348  | 383  |

## Sehenswürdigkeiten
- Archäologische Ausgrabungsstätte El Calvari
- Kirche Mariä Himmelfahrt

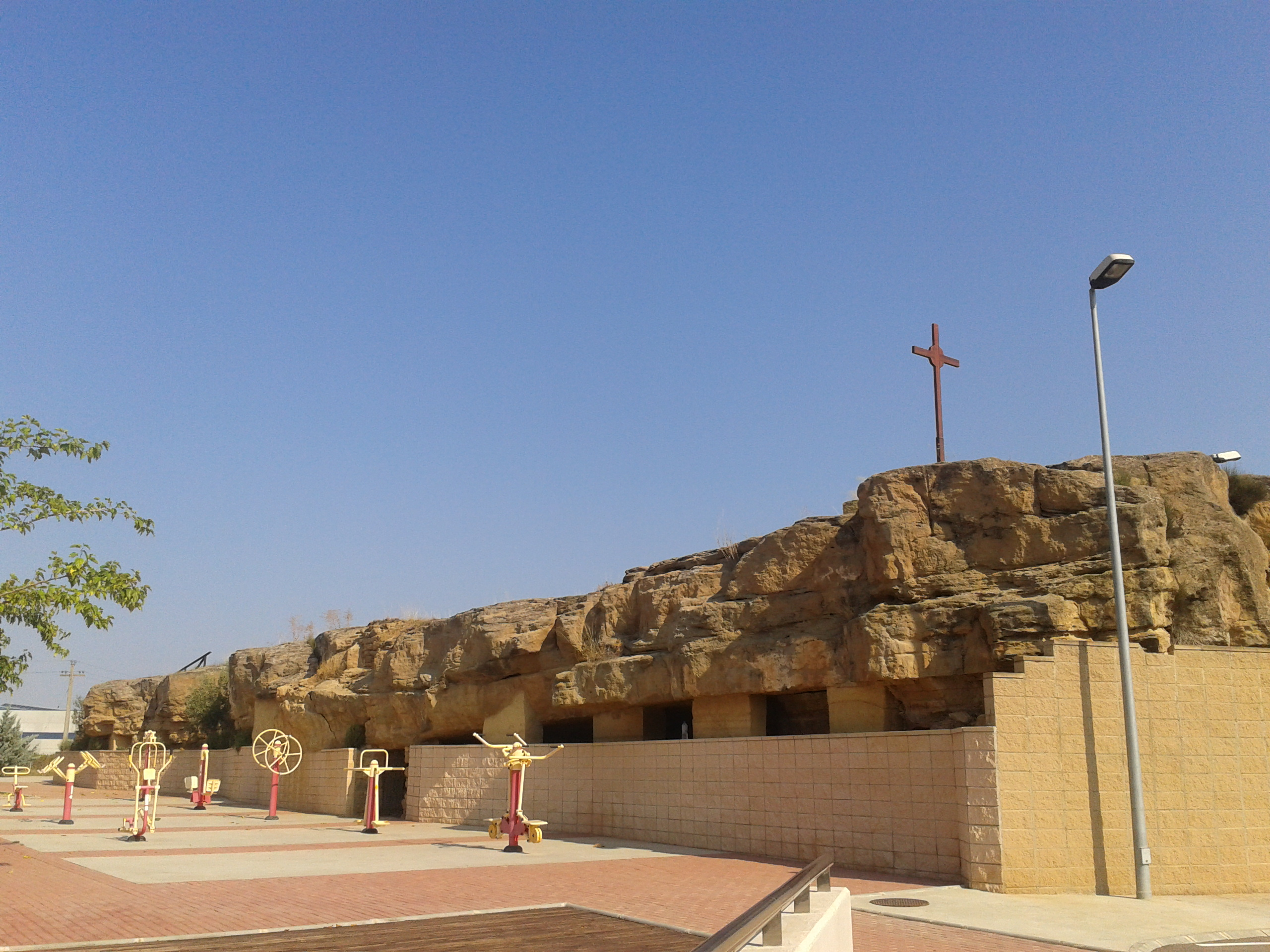
Ausgrabungsstätte El Calvari
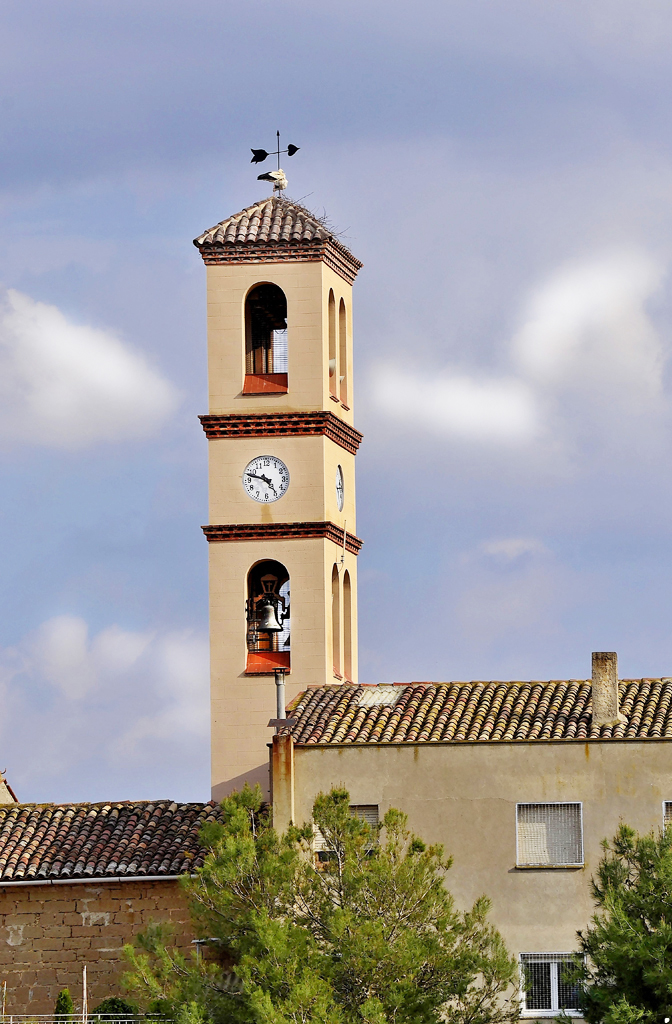
Turm der Kirche Mariä Himmelfahrt